# Dease Lake
Dease Lake est un village du nord de la province de Colombie-Britannique au Canada dans le district régional de Kitimat-Stikine. Il se situe à environ 250 km au sud de la frontière avec le Yukon, à l'extrémité sud du lac Dease en pays tahltan, dans une région appelée Cassiar Country. Il est au carrefour de la route BC 37 avec la route de Telegraph Creek. En 2021, la population cumulée du village de Dease Lake et de la réserve indienne proche, atteint 283 habitants.

## Géographie

### Situation
Dease Lake est une localité isolée du nord-ouest de la province canadienne de Colombie-Britannique, à l'extrême-nord du district régional de Kitimat-Stikine, au carrefour de la route BC 37 avec la route de Telegraph Creek (BC 51). Les localités habitées les plus proches sont outre Telegraph Creek à l'est (110 km), Iskut au sud (80 km) et Watson Lake (Yukon) au nord (257 km). Terrace, le chef-lieu du district régional se situe 450 km plus au sud à vol d'oiseau contre 1120 km pour Vancouver capitale économique de la province,.

Dease Lake s'établit à 800 m d'altitude sur le plateau Tanzilla sur la ligne de partage des eaux entre la rivière Tanzilla affluent du fleuve Stikine tributaire de l'océan Pacifique et la rivière Dease, sous-affluent du fleuve Mackenzie par la rivière au Liard et tributaire de l'océan Arctique. Le village est dominé à l'ouest par la montagne Tatsho (1318 m) et au sud-ouest par la butte Tanzilla (1522 m),.
|                | Région Stikine                                            |                |
| Région Stikine | Dease Lake                                                | Région Stikine |
|                | Aire électorale D du district régional de Kitimat-Stikine |                |

Outre le village de Dease Lake, la communauté comprend la réserve autochtone de Dease Lake 9 qui forme un hameau situé 4 km au nord du centre du village, sur la rive est du lac Dease.

### Climat
Le climat de Dease Lake est classé Dfc dans la classification de Köppen : c'est un climat continental sans saison sèche avec des étés courts et frais.
| Mois                                  | jan.       | fév.       | mars       | avril      | mai        | juin      | jui.      | août      | sep.      | oct.       | nov.       | déc.       | année            |
| ------------------------------------- | ---------- | ---------- | ---------- | ---------- | ---------- | --------- | --------- | --------- | --------- | ---------- | ---------- | ---------- | ---------------- |
| Température minimale moyenne (°C)     | −19,7      | −17,1      | −13,1      | −4,9       | 0,1        | 4,5       | 6,7       | 5,6       | 1,8       | −3,5       | −12,3      | −18,1      | −5,8             |
| Température moyenne (°C)              | −15,9      | −11,8      | −6,7       | 1,3        | 7,3        | 11,4      | 13,2      | 12        | 7,4       | 0,6        | −8,5       | −14,9      | −0,4             |
| Température maximale moyenne (°C)     | −11,2      | −5,7       | 0,2        | 7,5        | 14,5       | 18,1      | 19,3      | 18,2      | 12,9      | 5          | −4,4       | −10,2      | 5,3              |
| Record de froid (°C) date du record   | −51,2 1947 | −48,3 1968 | −42,8 1955 | −31,7 1948 | −14,2 2002 | −5,6 1952 | −2,2 1963 | −6,1 1950 | −15 1951  | −27,3 1984 | −42,5 1985 | −46,1 1949 | −51,2 31/01/1947 |
| Record de chaleur (°C) date du record | 8,9 1958   | 11,7 1968  | 17,9 2016  | 22,2 1976  | 35,3 1983  | 33,9 1950 | 33,3 2009 | 32,2 1971 | 28,9 1967 | 20,6 1948  | 14,4 1949  | 7,9 2020   | 35,3 30/5/1983   |
| Précipitations (mm)                   | 34,3       | 17,9       | 20,4       | 12,4       | 27,8       | 52,2      | 60,3      | 60,1      | 49,9      | 31,1       | 32,4       | 26,4       | 425,3            |
| dont neige (cm)                       | 42,7       | 24,7       | 22,7       | 10,5       | 5,1        | 0,1       | 0         | 0         | 3         | 20         | 36         |            |                  |
| Nombre de jours avec précipitations   | 13,1       | 9          | 11,4       | 7          | 10,7       | 15,4      | 17,4      | 17,1      | 16,4      | 14,9       | 15,1       | 12,2       | 159,9            |
| Nombre de jours avec neige            | 12,1       | 9,1        | 10,1       | 5,7        | 3          | 0,04      | 0,25      | 0,07      | 1,5       | 7,7        | 12,3       |            |                  |

## Administration
Dease Lake n'est pas constitué en municipalité. Les compétences municipales y sont exercées par le district régional de Kitimat-Stikine dont l'aire électorale F (Dease Lake) est l'une des composantes. L'aire électorale est créée en décembre 2007 à partir d'un territoire détaché de la région Stikine. Cette aire couvre 12946 km² pour 326 habitants qui élisent un directeur pour les représenter au district régional de Kitimat-Stikine lequel siège à Terrace. Ce directeur est l'un des douze directeurs du district, il dispose d'une voix sur 27 pour les votes à majorité pondérée. La directrice actuelle est Tina Etzerza (2022-2026),,,,.
| 2007-2014,       | 2014-2026,   |
| ---------------- | ------------ |
| Darcie Frocklage | Tina Etzerza |

La réserve indienne habitée de Dease Lake 9 est administrée par le conseil de bande tahltan qui siège à Telegraph Creek.

## Démographie
La population de Dease Lake est en recul entre les recensements de 2016 et 2021. Sur cette période, elle passe de 383 habitants à 289 pour l'agglomération tandis que la population de l'aire électorale (réserve incluse) passe de 414 à 370 habitants. 
| Communauté                      | Superficie (km2) | Subdivision de recensement | 2006 | 2011 | 2016   | 2021   |
| ------------------------------- | ---------------- | -------------------------- | ---- | ---- | ------ | ------ |
| Dease Lake (hors réserve)       | 8,49             | 59028                      | 384  | 303  | 335    | 229    |
| Dease Lake 9 (réserve indienne) | 1,05             | 5949845                    | 68   | 58   | 54     | 54     |
| Dease Lake (agglomération)      | 9,54             |                            | 452  | 361  | 389    | 283    |
| Dease Lake (aire électorale)    | 12 956,41        | 5949038, 59028             | 477  | 386  | 414    | 370    |
| Sources                         |                  |                            | ,    | ,    | [ 16 ] | [ 16 ] |

## Histoire
La région est historiquement habitée par les Amérindiens de la nation Tahltan.
Un premier et éphémère comptoir commercial de la Compagnie de la Baie d'Hudson (Dease Lake Trading Post) est créé au sud du lac Dease en 1838 par Robert Campbell. Un bureau de poste (Porter Landing Post Office) initialement établi au nord du lac Dease, en 1920, est transféré sur le site de Dease House au sud du lac. En 1930, le bureau de poste prend le nom de Dease Lake Post Office . Il ferme dès 1934 pour rouvrir en 1972,.
En 1860, on découvre de l'or dans la Stikine et l'implantation se retrouve en 1873 au cœur de la ruée vers l'or des rivières Dease et Thibert.

## Toponyme
Le nom du village provient du lac Dease. En 1834, John McLeod, directeur commercial à la Compagnie de la baie d'Hudson nomme le lac en hommage à Peter Warren Dease (1788-1863), le représentant commercial, pour cette société, du district de Nouvelle Calédonie (correspondant approximativement à l'actuelle Colombie-Britannique sans l'île de Vancouver).